# Círcol Egarenc
El Círcol Egarenc, de vegades anomenat Cercle Egarenc, és un edifici del centre de Terrassa (Vallès Occidental) situat al carrer de Sant Pere, protegit com a bé cultural d'interès local.

## L'edifici
Es tracta d'un entre mitgeres de planta baixa i tres pisos. Totes les obertures estan ornamentades amb relleus clàssics i frontons barrocs. Al primer pis hi ha una balconada de ferro forjat i, al nivell del pla de la façana, la resta de balcons presenten balustres. El tractament de la façana és amb estucs formant dibuixos lineals emmarcats per línies d'imposta i coronat amb una cornisa dentelada. Es tracta de la reforma d'un edifici anterior.
L'edifici antic fou comprat per un dels socis, Pasqual Sala, que va el va fer enderrocar i hi va aixecar un edifici neoclàssic, obra de l'arquitecte Jeroni Granell del 1887, per la qual cosa la construcció també és coneguda com la Casa Pasqual Sala. L'entrada a l'edifici era presidida per una majestuosa escalinata de marbre amb barana de forja de doble accés, amb una escultura central de fosa amb la representació d'un indi americà, actualment conservada al vestíbul del primer pis, sota la cúpula.

La peça principal del Círcol era la gran sala de ball, coneguda popularment com el «Saló dels Miralls», pels grans miralls que penjaven de les parets; la cambra era utilitzada també com a sala de banquets multitudinaris pel Gran Hotel Peninsular, situat a l'edifici del costat. La decoració neoclassicista era obra del mateix arquitecte Granell, amb pintures de Francesc Soler i Rovirosa. Era una sala rectangular, on en un dels fons hi havia un petit escenari. L'edifici comptava també amb sala de lectura, biblioteca, sala de jocs i una fonda restaurant regentada per Joaquim Saló que, poc temps després d'inaugurar-se, tenia també servei d'habitacions.

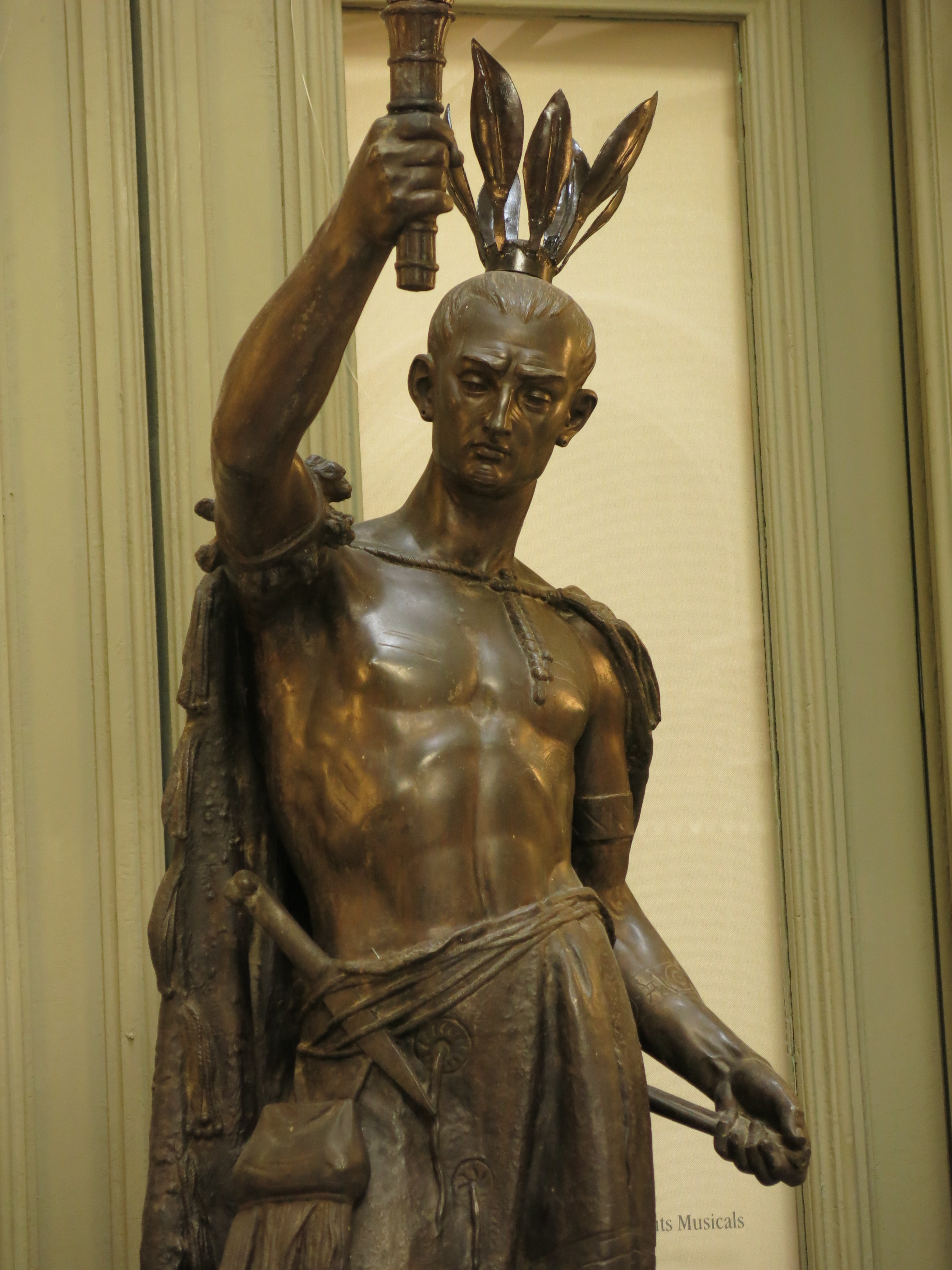
L'Indi sota la cúpula (obra de Jean-Jules Salmson)
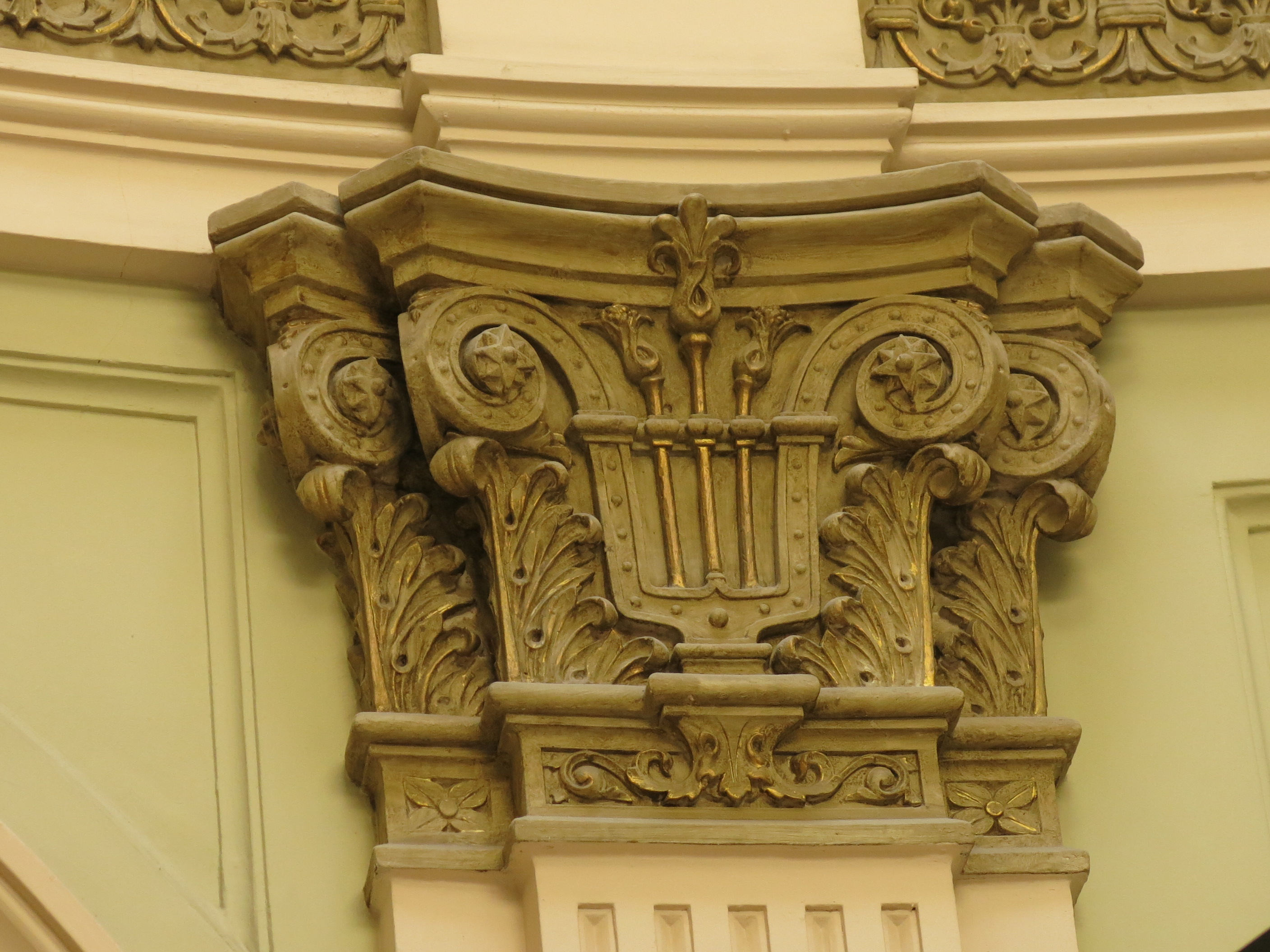
Decoració del vestíbul sota la cúpula
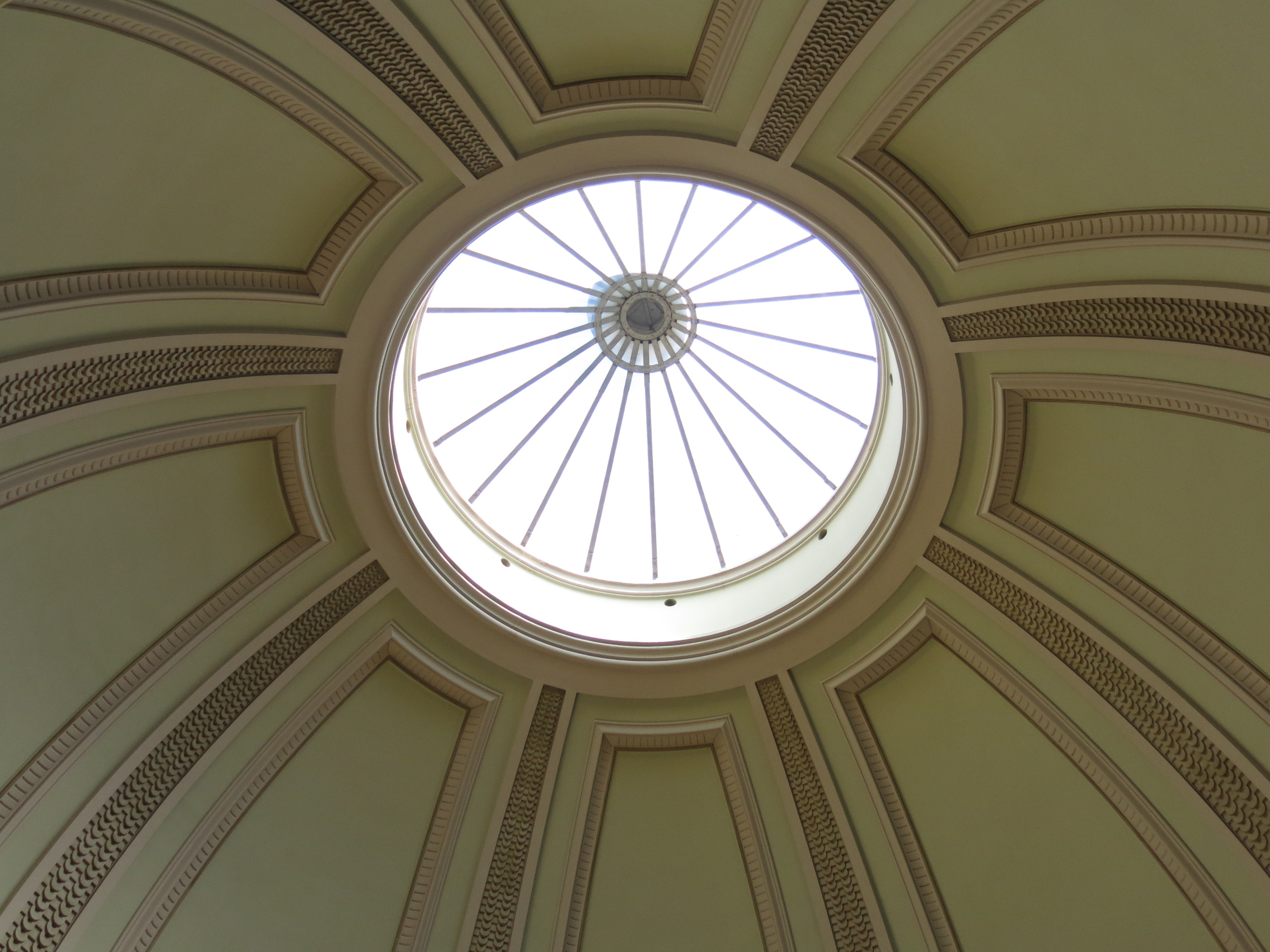
Cúpula
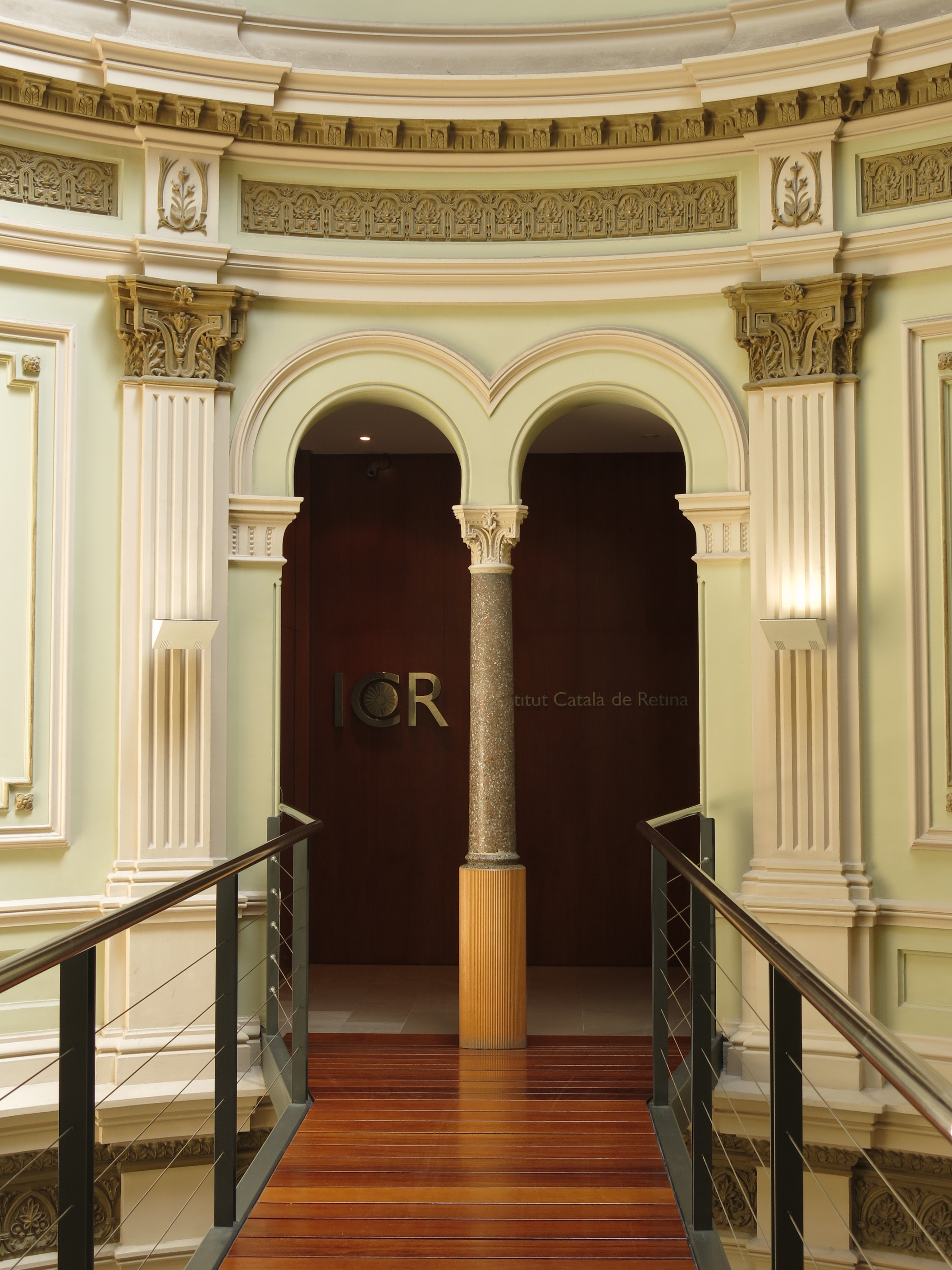
Vestíbul alt sota la cúpula

## Història de l'entitat

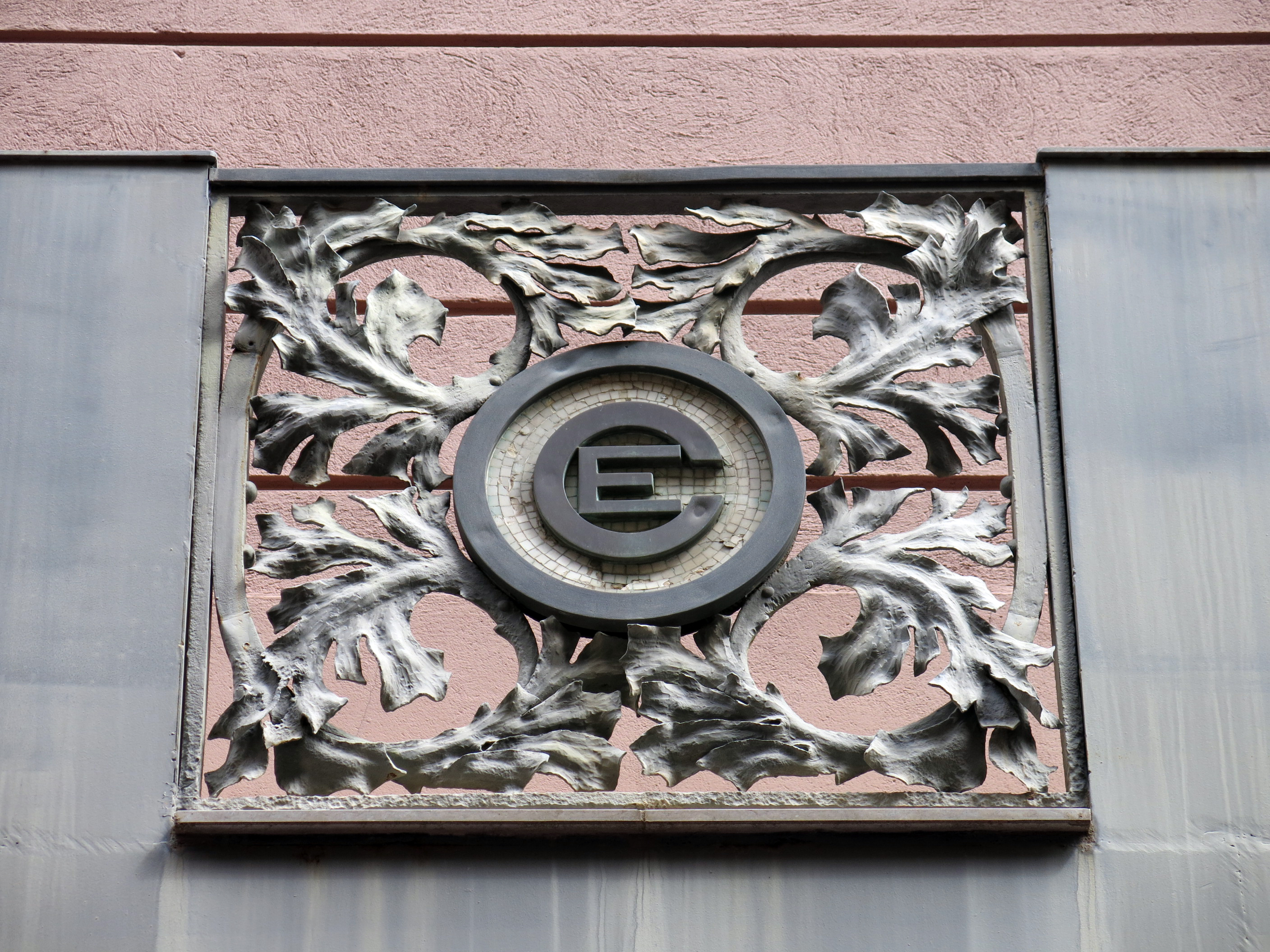
Anagrama del Círcol Egarenc, al balcó de l'edifici

L'edifici del Círcol Egarenc data de mitjan segle xix, quan el propietari, Josep Vinyals i Galí, el lloga el 1859 al Casino d'Artesans, entitat cultural i d'esbarjo de la burgesia industrial. El 1885 compra l'edifici l'industrial terrassenc Pasqual Sala i el Casino decideix mantenir el contracte d'arrendament. Més endavant l'entitat passa a anomenar-se Círculo Egarense i es constitueix el 29 de maig de 1886. Segons els seus estatuts, no s'hi podien tenir discussions de tipus polític ni religiós, però les tensions entre el sector conservador (els anomenats salistes, partidaris d'Alfons Sala) i el catalanista van protagonitzar més d'una pugna.
L'any 1920, l'industrial catalanista Ramon Pont és el nou propietari de l'edifici. En aquell any es catalanitza el nom de l'entitat a Círcol Egarenc i s'aproven nous estatuts, redactats en català; també s'hi redacten les comunicacions escrites, els programes, les invitacions, etc. Aquest viratge catalanista farà que una tercera part dels socis se'n donin de baixa i fundin el Gran Casino.
Durant la guerra civil, l'edifici fou confiscat i va allotjar la Federació Local de Sindicats de la UGT, i en acabat de la guerra va ser lliurat al Frente de Juventudes, que hi va tenir la seu terrassenca fins al 1970. A la dècada del 1950 s'hi va construir una pista poliesportiva al mig dels jardins –on es van organitzar els Jocs Esportius Escolars–, que van acabar de ser arrasats als anys setanta, quan una immobiliària hi va aixecar un bloc de pisos, època en què es mutila també una part de l'edifici, incloent-hi la Sala dels Miralls.

Als anys noranta es va començar la restauració del que quedava de l'edifici, especialment la façana, protegida dins el catàleg d'edificis del patrimoni local terrassenc, en una reforma consensuada entre l'Ajuntament i els Amics de les Arts i Joventuts Musicals, que des del 2003 n'ocupen la primera planta, on se situen dues sales de conferències i projeccions (sala Jacint Morera i sala Joaquim Vancells) i la secretaria de la vocalia de Jazz, coneguda com a «Jazz Terrassa», així com la sala de juntes i la secretaria de l'entitat.

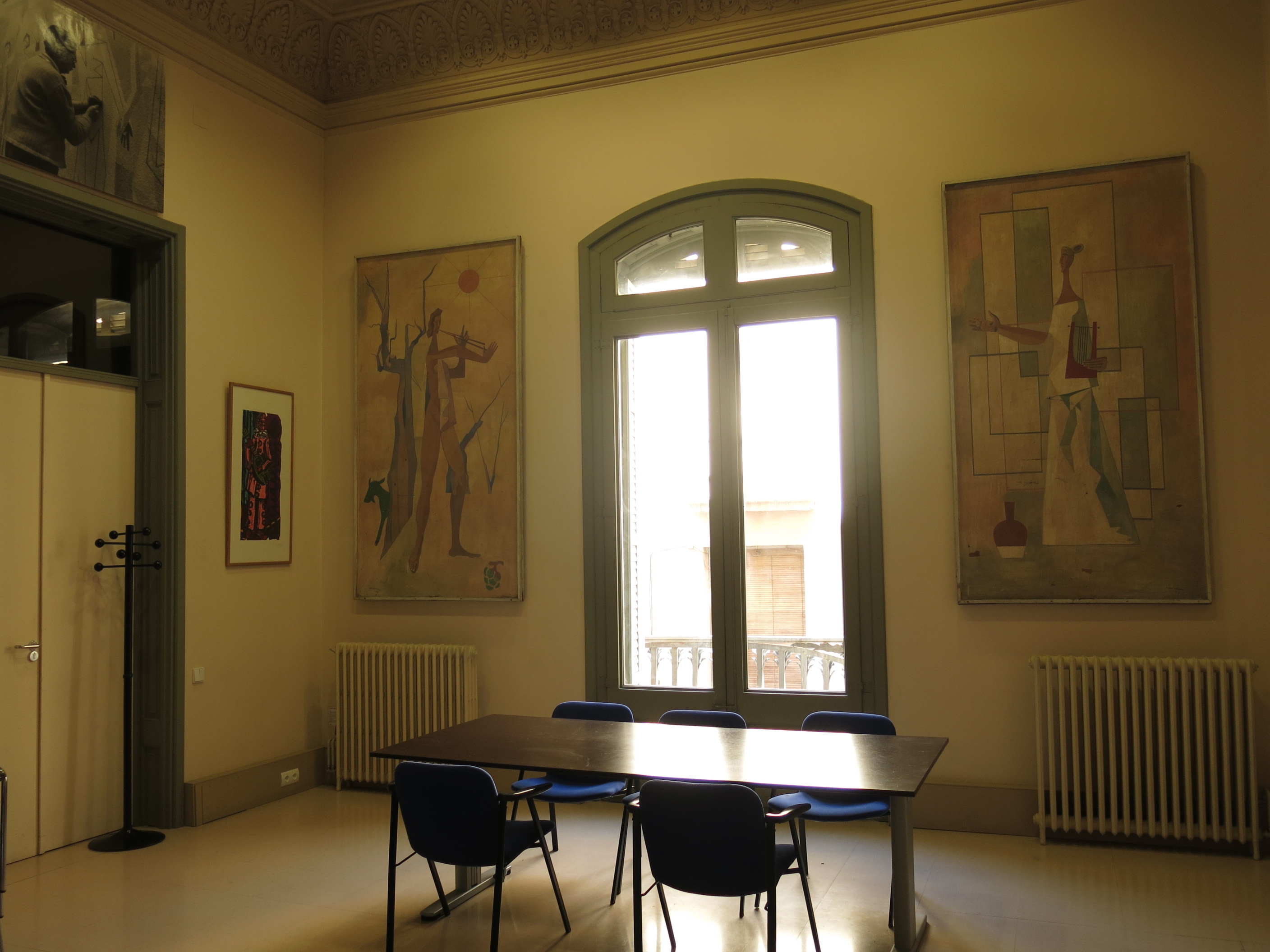
Amics de les Arts, sala Jacint Morera
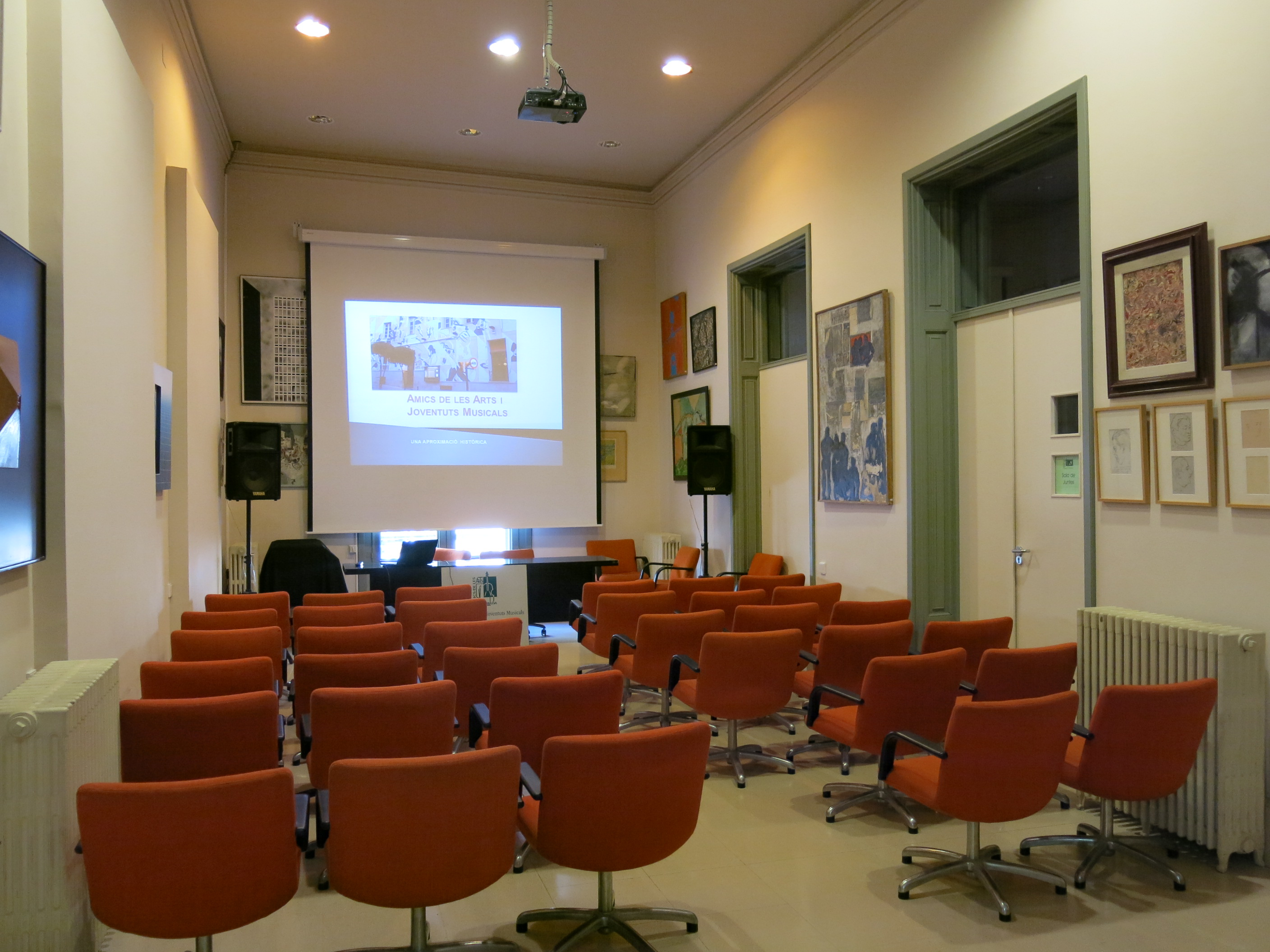
Amics de les Arts, sala Joaquim Vancells
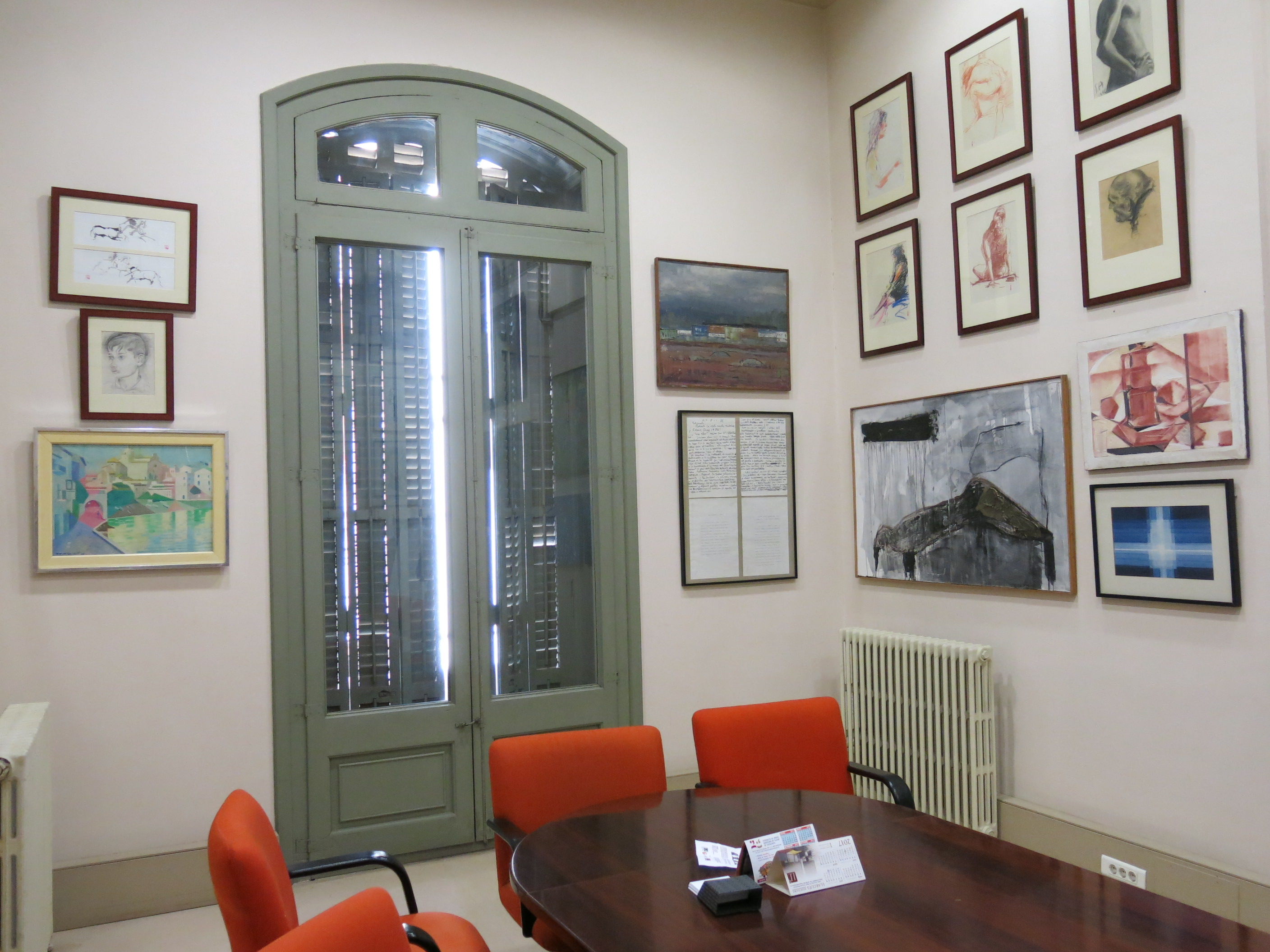
Amics de les Arts, sala de juntes
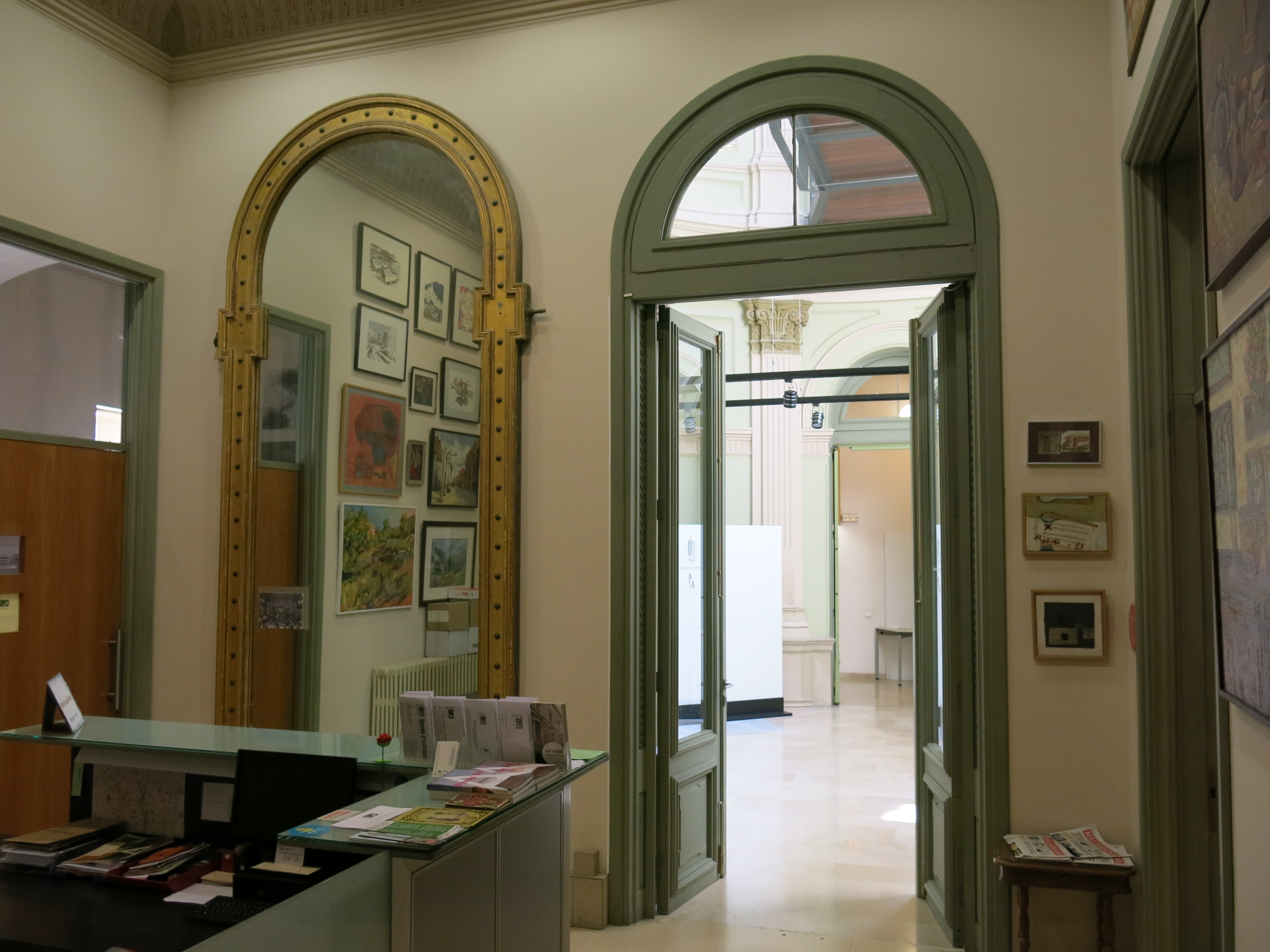
Amics de les Arts, secretaria